# Sidi Yahya Ou Saad
Sidi Yahya Ou Saad (en àrab سيدي يحيى, Sīdī Yaḥyà; en amazic ⵙⵉⴷⵉ ⵉⵃⵢⴰ) és una comuna rural de la província de Khénifra, a la regió de Béni Mellal-Khénifra, al Marroc. Segons el cens de 2014 tenia una població total de 7.051 persones.